# Wäschegrund
Der Wäschegrund ist ein ungefähr 3,3 Kilometer langer Nebenfluss der Sperrlutter in der Nähe der Bergstadt Sankt Andreasberg im Landkreis Goslar in Niedersachsen. Er entspringt auf einer Höhe von 660 m ü. NN in der Nähe der Landesstraße 519 nach Oderhaus. Danach fließt er in südsüdwestliche Richtung weiter, um in Silberhütte in die Sperrlutter zu münden. Der relativ steil abfallende Wäschegrund wird durch drei Stauwehre reguliert, wobei die oberen beiden nicht mehr betrieben werden und mittlerweile ziemlich verfallen sind.

## Bilder

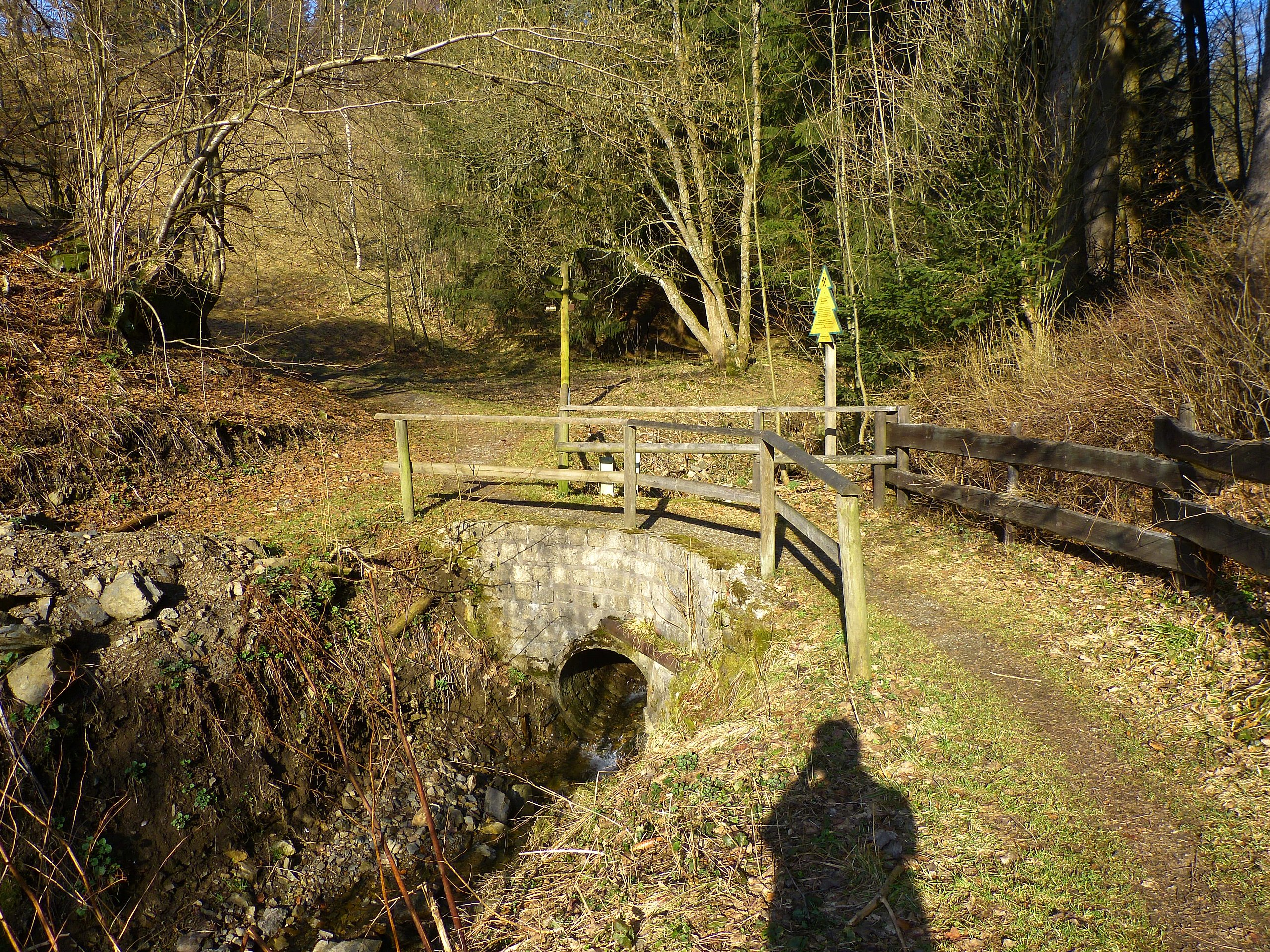
Der Wäschegrund kurz vor der Grube Roter Bär
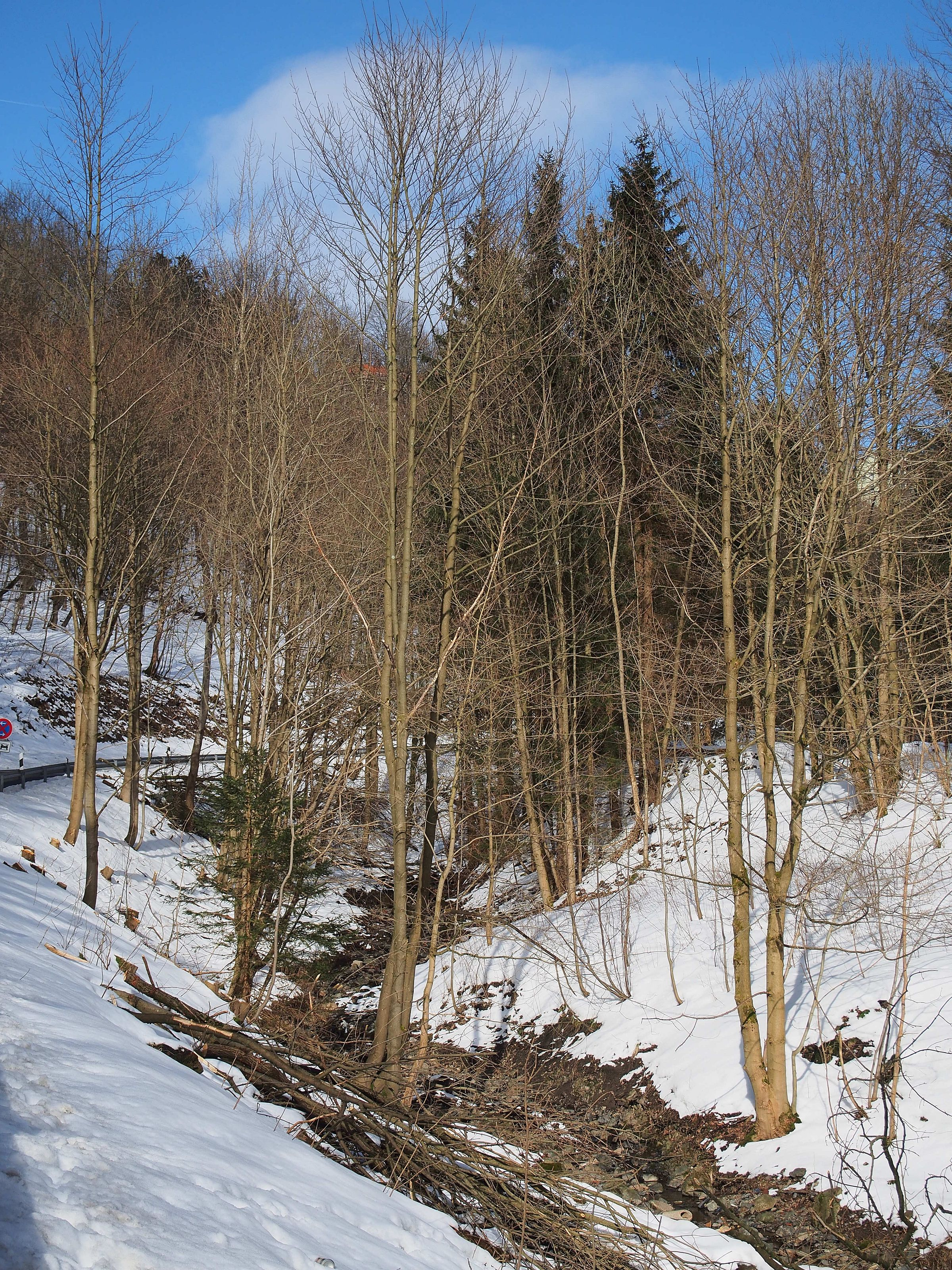
Der Wäschegrund am Fuß der Sommerrodelbahn
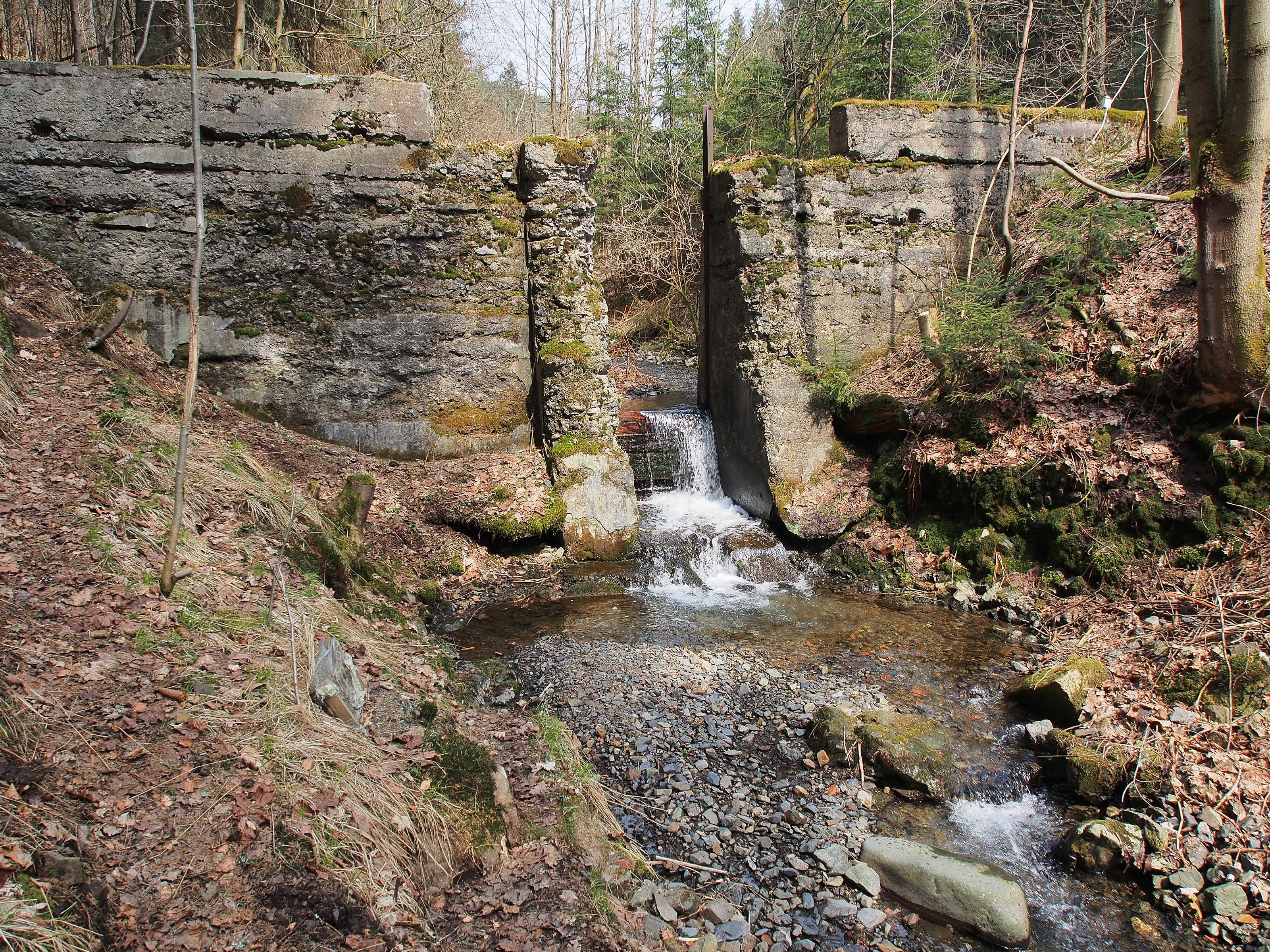
Mittleres und
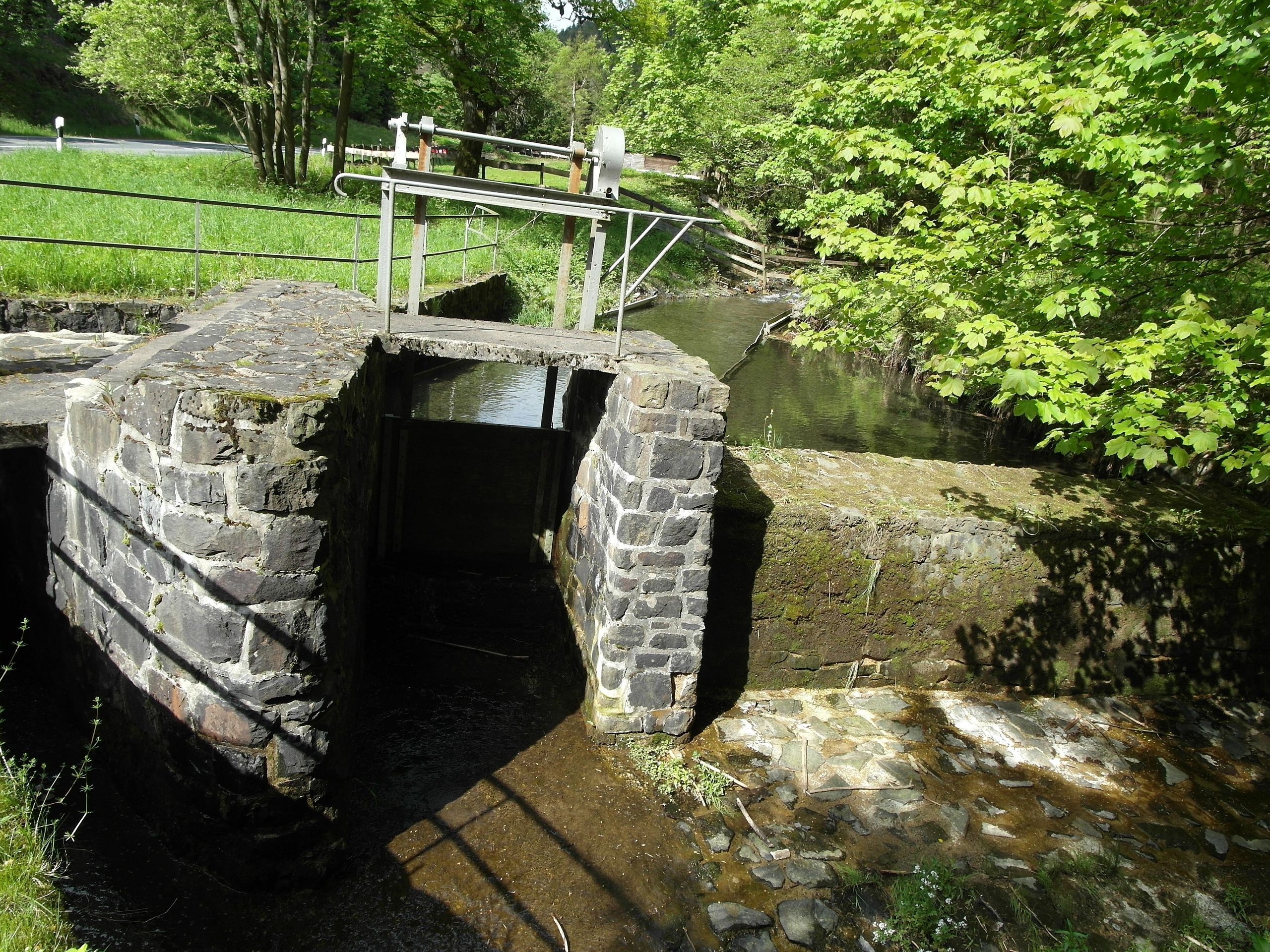
Unteres Stauwehr